# T-Bone (Rapper)
T-Bone (* 26. Juni 1973; bürgerlich Rene Francisco Sotomayor) ist ein Westcoast- und Conscious-Rapper aus Kalifornien/Vereinigte Staaten von Amerika. Seit 2003 wirkt er zudem immer häufiger in Hollywoodfilmen mit.
Der amerikanische Rapper T-Bone gilt als Urgestein des christlichen Raps, des Gospel-Rap. Für seinen Erfolg sorgten seine Geschwister und sein Freund D-Boy. Seit sein Freund D-Boy in einem Bandenkrieg in L.A. erschossen wurde, sein Vater starb und seine Mutter sich erhängt hatte, ist T-Bone Christ, früher war er in einer Straßengang von L.A.
Neben der Musik ist T-Bone auch beim amerikanischen Fernsehsender TBN engagiert. Und in einem der bekanntesten Radiosender Big Fm. Er moderiert dort die Shows "Real Videos" und "TX10".
Er hatte eine Rolle im amerikanischen Hollywoodstreifen Fighting Temptations (2003) mit Beyoncé und Cuba Gooding junior.
Ebenso spielte er an der Seite von Ciara im MTV-Film All You’ve Got (2006) mit.
Für sein Album "The Last Street Preacha" und "Bone-A-Fide" wurde er für einen Grammy nominiert.

## Diskografie
- Bone-Appetit! Servin Up tha Hits!, 2007
- Bone-A-Fide, 2005
- Gospelalphamegafunkyboogiediscomusic, 2002
- The Boneyard Box Set, 2001
- The Last Street Preacha, 2000
- History of a Hoodlum, 1997
- The Hoodlum’s Testimony, 1995
- Tha Life of a Hoodlum, 1993
- Redeemed Hoodlum, 1991

## Filmografie
- 2003: Fighting Temptations (The Fighting Temptations)
- 2006: All You’ve Got

## Features
- “A Few Good Men” mit Mack 10
- “You Can’t Win” mit Chino XL
- “Rain Down” und “Come Back Home,” mit Beyoncé, The O Jay's, Melba Moore und Lil' Zane
- “Down By the River,” mit Montell Jordan und Lil' Zane
- “Slam” mit Toby Mac

## Produzenten
- Fredwreck (Dr. Dre, Snoop Dogg, Xzibit, Dogg Pound, Westside Connection, Mack 10)
- Warryn Campbell (Snoop Dogg, Missy Elliot, Mary Mary)
- Bosko (Kanye West, LiL Jon, E-40, Master P)
- Jimmy Jam and Terry Lewis (Janet Jackson, Michael Jackson, Prince, Whitney Houston)
- Darkchild (Destiny’s Child, Brandy, Christina Aguilera, Brian McKnight, Mary J. Blige)
- King Tech (Eminem, Sly Boogie, Chino XL, Common)
- Tommy Simms (Babyface, Eric Clapton, Carman)
- Rex Rideout (Mary J Blige, Angie Stone, Luther Vandross, The Temptations)
- Bobby “Bobcat” Ervin (2pac, Ice Cube, LL Cool J, Mack 10, Eazy E)
- Dwayne “Muffla” Simon (Run DMC, LL Cool J, King Tee)
- Chase (Dr. Dre, Az Yet, Rakeem, KRS-ONE, Mista Grimm)

## Grammy-Nominierungen
- 2007 Grammy Award Nominierung für das Album "Bone-A-Fide"
- 2001 Grammy Award Nominierung für “Bestes Rap/Rock Gospel Album” (Tha Last Street Preacha)